# Парія
Парія (парії, тамільське парайян) — вподобаний освіченим класом Європи тамільський відповідник індійського патіта — з санскриту дослівно «пропащий, занепалий», наіменування за Законами Ману, Ману-Смріті для найнижчих, позаварнових верств населення Індії. В цьому значенні індійцями також вживається термін чандала, Chandala — «трупар»: узагальнене означення для індійських позаварнових каст-джаті недото́рканих, часто — дітей від неналежних, міжварнових шлюбів (буквальне значення «чандала» — «син брахмана від шудрянки», Ману-Смріті, Х, 12). За панування в середині ХХ ст. в Індії соціалістів ними (зокрема, Бхімрао Рамджі Амбедкаром) було впроваджено політичне рішення більше не іменувати їх чандала чи патіта, натомість використовувати класово правильне даліт, даліти — санскритом «гноблені», на хінді і урду — «подрібнені/ розсіяні». Так само їх було внесено до спеціальних списків кастових квот на державні посади — тож вони іменувались і «списочниками». 

## Парії (патіта, чандала) в Індії
Паріями, чандала вважалися діти, батьки яких належали або до різних варн, або до паріїв. До них не можна було доторкатися або їсти з ними з одного посуду — в цьому випадку можна було самому стати недоторканим. Саме́ це поняття означає людину, що не належить до жодної варни, вони не згадані у Ведах, натомість чандала, патіта зустрічаємо в Законах Ману. Однак чандала не є однорідними, вони поділяються на багато каст-джаті відповідно до роду занять: труповози, кремаційні робітники, працівники скотобоєн, євнухи, повії, сміттєспалювачі, золотарі-асенізатори тощо. Крім того, є поділ за племінним походженням — більшість чандала є адівасі, приналежними до автохтонних племен Індії, а не до прийшлих арійських груп. А також за соціальним походженням: власне діти двох чандала або особи, що вони самі чи їхні батьки втратили через порушення ведичних норм приналежність до тієї чи іншої з чотирьох варн і відповідних каст-джаті.
Парії-чандала не могли і не можуть розраховувати на «чисту» роботу і зазвичай є чорноробами, професійними жебраками, повіями тощо. Хоча панування соціалістів практично зруйнувало традиційний порядок — після включення чандала вже як «далітів» до квотних списків чиновників, вже 1997 року в Індії вперше було обрано президента-чандала, Кочеріла Рамана Нараянана, адівасі з малаялі. На виборах 17 липня 2017 року за посаду президента Індії змагались вже двоє чандала: і правляча, і опозиційна партії висунули кандидатів з недоторканих. Переміг з 65,65 % голосів кандидат від правлячої Бхаратія Джаната парті (БДП), Народної Партії Індії індуїст Рам Натх Ковінд, губернатор Біхара з 2015 до 2017 року.
Через обділеність у правах чандала (парії) були і лишаються найбільш чисельною групою в християнських організаціях Індії.
У сучасній Індії існує безліч каст. Найнижчі з них, що складаються з чандала, становлять близько 17 % від всього населення, котре на 2017 рік становить близько 1,282 мільярда і збільшується на 1,22 % щорічно (з Населення Індії). Фактично, це доволі значна кількість людей (бл. 218 млн осіб). До людей, що належать до цих каст-джаті, як і за давнини, не вільно торкатися представникам чотирьох варн.

## Сучасне вживання слова «парії»
У сучасній мові слово парія вживається і в непрямому значенні, означаючи одіозну особистість, покидьок суспільства (пор. непр. «ізгой»).
За Максом Вебером парії — безправна група населення, позбавлена необхідних соціальних контактів і можливості входження в інші соціальні групи. Зазвичай, така група людей має свою релігію, що виправдовує їхнє безправ'я і зневагу до них з боку інших груп. (порівняйте: Гріот).